# Variabile cataclismica

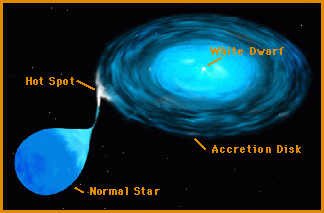
Schema di una variabile cataclismica.

Le variabili cataclismiche (chiamate anche stelle U Geminorum, a partire dal nome della stella prototipo) sono una classe di stelle variabili intrinseche, consistenti di una stella binaria in cui una componente è una nana bianca, mentre l'altra è una stella normale che cede gas alla compagna. Il nome cataclismica deriva dal fatto che la variabilità dipende dal comportamento turbolento del gas nel sistema stellare, con rapidi cambiamenti, esplosioni termonucleari e altri comportamenti estremi. La compagna della nana bianca è normalmente una nana rossa, anche se in alcuni casi si tratta di un'altra nana bianca o di una stella moderatamente evoluta (subgigante).  Si conoscono ad oggi diverse centinaia di variabili cataclismiche.

## Ricerca
Le variabili cataclismiche sono relativamente facili da scoprire. Sono in genere oggetti molto blu, mentre la maggior parte delle stelle sono rosse. La variabilità di questi sistemi è generalmente rapida e ampia. Altre proprietà tipiche sono forti emissioni ultraviolette o anche di raggi X, e linee di emissione peculiari. In fase di nova esse si impongono all'attenzione anche dell'osservatore più inesperto, perché diventano molto più luminose delle stelle circostanti.

## Cause della variabilità
Le due stelle sono così vicine che la gravità della nana bianca distorce l'altra stella, che perde gas a favore della compagna. La materia che cade sulla nana bianca si dispone generalmente su un disco di accrescimento attorno alla stella. La materia riscaldata del disco spesso genera radiazioni energetiche (ultravioletti e raggi X). Il disco stesso è a volte instabile e una sua piccola parte può cadere di colpo sulla nana bianca, producendo una nova nana.
Durante la fase di accrescimento, la materia continua ad accumularsi sulla superficie della nana bianca. Si tratta principalmente di idrogeno, di cui la stella donatrice è ricca. Dopo un certo tempo la temperatura e la densità dello strato di idrogeno raggiungono livelli tali da innescare reazioni di fusione nucleare, producendo un'esplosione che avvolge la nana bianca. La luminosità del sistema aumenta improvvisamente per qualche ora o per qualche giorno, mentre la materia viene espulsa nello spazio interstellare. Tale fenomeno è detto nova (latino per nuova), un termine coniato dagli astronomi dei secoli scorsi per designare stelle in precedenza sconosciute che si mettevano improvvisamente a brillare, ed è stato mantenuto per coerenza storica.
Una volta finita la fase di nova, l'accrescimento può ricominciare come prima, finché non si ristabiliscono le condizioni per un'altra esplosione. Le novae possono essere quindi ricorrenti, ad intervalli di qualche decennio o secolo.
Se la materia accresciuta non è espulsa regolarmente, essa può far aumentare la massa della nana bianca fino al limite di Chandrasekhar, oltre il quale essa non è più in grado di sostenere il proprio peso. Ciò innesca una supernova di tipo Ia, una gigantesca esplosione in cui la nana bianca viene distrutta.

## Classificazione
Le variabili cataclismiche sono divise in vari sottogruppi, chiamati col nome di una brillante stella rappresentativa: SS Cygni, U Geminorum, Z Camelopardalis, SU Ursae Majoris, AM Herculis, DQ Herculis, VY Sculptoris e SW Sextantis.
In alcuni casi il campo magnetico della nana bianca disturba il disco di accrescimento, o addirittura ne impedisce la formazione. Tali sistemi spesso mostrano una forte e variabile polarizzazione della loro luce, e sono quindi chiamati polar intermedie (in caso di un disco disturbato) o polar (nel caso il disco non possa formarsi). Le due stelle prototipo per queste classi di variabile cataclismica sono rispettivamente DQ Herculis e AM Herculis.